# 伊藤文隆
伊藤 文隆（いとう ふみたか、1954年5月11日 - ）は、日本の元プロ野球選手（投手）、野球解説者。愛知県名古屋市中村区出身。プロ選手としては、阪神タイガースに所属した。
社会人野球時代の1972年から1978年までは「伊藤 弘利」（いとう ひろとし）、1979年から1985年までは「伊藤 宏光」（いとう ひろみつ）の登録名でプレーした。

## 来歴・人物
大同工業高校では、エースとして1972年夏の甲子園県予選準決勝に進むが、中京高の金本誠吉と投げ合い敗退。同年のプロ野球ドラフト会議で中日から5位指名を受けるも入団を拒否。その後、明治大学に進学するも中退。
社会人野球の三協精機に入社。1977年の都市対抗では1回戦で愛知トヨタに完投勝利。2回戦で電電東京に0-1で敗退するが、その好投に注目が集まる。
1977年のドラフトで阪神から1位指名を受け入団。右腕からの速球を武器に1981年からローテーション入りを果たし1982年には10勝を挙げる活躍を見せる。
1988年は、前年の1987年を白星なしの9連敗でシーズンを終えたことから、背番号を14に変更して臨み、開幕から2戦2完封勝利と好調であった。しかし4月27日の大洋戦において池之上格の放った一塁ゴロで、一塁ベースカバーに入った際、池之上にスパイクされ右踵を裂傷。以後成績が振るわず、1991年に現役引退。打撃では1987年9月9日の甲子園でのヤクルト戦で本塁打を記録している。
引退後は、サラリーマンとしてアパレル企業のトレンザで営業職を務める。1996年以降は、サンテレビとABCラジオ（2009年から）の野球解説者として活動していた。1995年から1998年までは日刊スポーツ野球評論家も務めた。ゴーストライターに頼らない貴重な評論家として野球名鑑に紹介されたこともある。
2008年には社会人野球クラブチーム・トータル阪神の監督へ就任。2009年には第34回全日本クラブ野球選手権大会で優勝している。2010年12月、球団本部付職員として阪神に復帰。球団本部チーム運営担当として、新人・若手選手やリハビリ中の選手のサポートなどを担当。2012年12月末で退団。
2013年より、サンテレビ野球解説者へ復帰。
2014年は独立リーグのBASEBALL FIRST LEAGUE加盟球団の姫路GoToWORLDの監督を務めた。
2020年からは滋賀県の光泉高校（2021年より光泉カトリック高校）の野球部の監督を務める。

## 詳細情報

### 年度別投手成績
| 年 度      | 球 団      | 登 板 | 先 発 | 完 投 | 完 封 | 無 四 球 | 勝 利 | 敗 戦 | セ 丨 ブ | ホ 丨 ル ド | 勝 率 | 打 者 | 投 球 回 | 被 安 打 | 被 本 塁 打 | 与 四 球 | 敬 遠 | 与 死 球 | 奪 三 振 | 暴 投 | ボ 丨 ク | 失 点 | 自 責 点 | 防 御 率 | W H I P |
| ---------- | ---------- | ----- | ----- | ----- | ----- | -------- | ----- | ----- | -------- | ----------- | ----- | ----- | -------- | -------- | ----------- | -------- | ----- | -------- | -------- | ----- | -------- | ----- | -------- | -------- | ------- |
| 1978       | 阪神       | 18    | 4     | 0     | 0     | 0        | 1     | 1     | 0        | --          | .500  | 191   | 40.1     | 58       | 14          | 14       | 0     | 2        | 21       | 0     | 0        | 35    | 34       | 7.65     | 1.79    |
| 1979       | 阪神       | 23    | 4     | 0     | 0     | 0        | 1     | 3     | 1        | --          | .250  | 247   | 53.1     | 68       | 4           | 18       | 1     | 2        | 29       | 3     | 0        | 35    | 29       | 4.92     | 1.61    |
| 1980       | 阪神       | 21    | 16    | 2     | 0     | 0        | 4     | 6     | 0        | --          | .400  | 392   | 94.0     | 86       | 10          | 25       | 1     | 3        | 49       | 0     | 1        | 49    | 40       | 3.83     | 1.18    |
| 1981       | 阪神       | 33    | 23    | 4     | 1     | 1        | 8     | 8     | 0        | --          | .500  | 606   | 147.0    | 148      | 15          | 31       | 3     | 2        | 89       | 0     | 0        | 72    | 60       | 3.67     | 1.22    |
| 1982       | 阪神       | 27    | 26    | 2     | 1     | 0        | 10    | 10    | 0        | --          | .500  | 673   | 158.2    | 164      | 13          | 42       | 5     | 3        | 84       | 2     | 0        | 70    | 58       | 3.28     | 1.30    |
| 1983       | 阪神       | 35    | 18    | 2     | 0     | 0        | 6     | 7     | 1        | --          | .462  | 513   | 116.0    | 141      | 21          | 32       | 2     | 4        | 61       | 2     | 0        | 69    | 67       | 5.20     | 1.49    |
| 1984       | 阪神       | 32    | 25    | 3     | 0     | 0        | 4     | 11    | 2        | --          | .267  | 660   | 150.2    | 171      | 24          | 52       | 4     | 5        | 80       | 1     | 1        | 89    | 81       | 4.84     | 1.48    |
| 1985       | 阪神       | 25    | 16    | 3     | 0     | 0        | 5     | 5     | 0        | --          | .500  | 488   | 115.2    | 123      | 16          | 39       | 1     | 1        | 59       | 3     | 1        | 63    | 58       | 4.51     | 1.40    |
| 1986       | 阪神       | 29    | 25    | 4     | 1     | 1        | 8     | 8     | 0        | --          | .500  | 586   | 139.0    | 142      | 20          | 33       | 3     | 3        | 83       | 3     | 1        | 74    | 69       | 4.47     | 1.26    |
| 1987       | 阪神       | 19    | 13    | 1     | 0     | 1        | 0     | 9     | 0        | --          | .000  | 329   | 73.0     | 89       | 15          | 26       | 1     | 3        | 45       | 0     | 0        | 48    | 46       | 5.67     | 1.58    |
| 1988       | 阪神       | 6     | 4     | 2     | 2     | 0        | 2     | 0     | 0        | --          | 1.000 | 116   | 28.1     | 15       | 0           | 17       | 1     | 1        | 17       | 1     | 0        | 2     | 2        | 0.64     | 1.13    |
| 1989       | 阪神       | 27    | 15    | 2     | 0     | 1        | 3     | 8     | 0        | --          | .273  | 464   | 108.0    | 110      | 6           | 35       | 5     | 5        | 52       | 0     | 2        | 58    | 51       | 4.25     | 1.34    |
| 1990       | 阪神       | 24    | 9     | 1     | 1     | 0        | 2     | 4     | 0        | --          | .333  | 307   | 67.1     | 84       | 10          | 35       | 6     | 2        | 35       | 3     | 0        | 43    | 40       | 5.35     | 1.77    |
| 1991       | 阪神       | 1     | 1     | 0     | 0     | 0        | 0     | 1     | 0        | --          | .000  | 4     | 1.0      | 1        | 1           | 0        | 0     | 0        | 1        | 0     | 0        | 1     | 1        | 9.00     | 1.00    |
| 通算：14年 | 通算：14年 | 320   | 199   | 26    | 6     | 4        | 54    | 81    | 4        | --          | .400  | 5576  | 1292.1   | 1400     | 169         | 399      | 33    | 36       | 705      | 18    | 6        | 708   | 636      | 4.43     | 1.39    |

- 各年度の太字はリーグ最高

### 記録
- 初登板：1978年4月15日、対中日ドラゴンズ1回戦（ナゴヤ球場）、8回裏に2番手で救援登板・完了、1回無失点
- 初奪三振：同上、8回裏に高木守道から
- 初勝利：1978年4月22日、対ヤクルトスワローズ3回戦（阪神甲子園球場）、4回表1死に2番手で救援登板・完了、5回2/3を無失点
- 初先発：1978年5月24日、対ヤクルトスワローズ5回戦（阪神甲子園球場）、6回3失点で敗戦投手
- 初セーブ：1979年7月31日、対ヤクルトスワローズ16回戦（阪神甲子園球場）、6回表2死に2番手で救援登板・完了、3回2/3を無失点
- 初先発勝利：1980年7月27日、対読売ジャイアンツ16回戦（阪神甲子園球場）、8回2/3を1失点
- 初完投：1980年9月20日、対ヤクルトスワローズ22回戦（明治神宮野球場）、8回1失点で敗戦投手
- 初完投勝利：1980年10月1日、対横浜大洋ホエールズ25回戦（阪神甲子園球場）、9回1失点
- 初完封勝利：1981年9月5日、対ヤクルトスワローズ22回戦（明治神宮野球場）
- 1000投球回数：1986年9月5日、対中日ドラゴンズ23回戦（ナゴヤ球場）、8回裏1死目に達成
- 初本塁打：1987年9月9日、対ヤクルトスワローズ22回戦（阪神甲子園球場）、2回裏に阿井英二郎から2ラン

### 背番号
- 20 （1978年 - 1987年）
- 14 （1988年 - 1991年）
- 37 （2014年）

### 登録名
- 伊藤 弘利 （いとう ひろとし、1978年）
- 伊藤 宏光 （いとう ひろみつ、1979年 - 1985年）
- 伊藤 文隆 （いとう ふみたか、1986年 - 1991年、2014年）

## 関連情報

### 出演番組
- サンテレビボックス席
- ABCフレッシュアップベースボール - 阪神以外への在籍経験はないものの、オリックス主催試合の裏送りへの出演が多かった。

## 参考資料
- 『プロ野球12球団全選手百科名鑑』→『12球団全選手カラー百科名鑑』シリーズバックナンバー
  - '98プロ野球12球団全選手百科名鑑（雑誌『ホームラン』1998年3月号増刊。1998年3月31日、日本スポーツ出版社発行）
  - 12球団全選手カラー百科名鑑2000（雑誌『ホームラン』2000年3月号増刊。2000年3月31日、日本スポーツ出版社発行）
  - 12球団全選手カラー百科名鑑2013（2013年2月25日発売・発行、廣済堂出版）ISBN 4331802213